# Ben Webster (actor)
Ben Webster (2 de junio de 1864 – 26 de febrero de 1947) fue un actor teatral y cinematográfico de nacionalidad británica. 

## Biografía
Nacido en Londres, Inglaterra, estuvo casado con la actriz Dama May Whitty, y fue el padre de la actriz teatral británico estadounidense Margaret Webster. El padre de Webster, W. S. Webster, era hijo del famoso actor Benjamin Nottingham Webster.
Ben Webster actuó en el cine a lo largo de treinta años, entre 1913 y 1943. Él y Whitty emigraron a California, Estados Unidos, país en el que permanecieron hasta el momento de su muerte.
Webster falleció en Hollywood, California, en 1947, mientras era sometido a una intervención quirúrgica. Tenía 82 años de edad.

## Filmografía
- English Nell (1900)
- The House of Temperley
- Bootle's Baby, de Harold M. Shaw (1914)
- Enoch Arden
- V.C.
- Liberty Hall
- Lil o' London
- In the Blood
- A Garrett in Bohemia
- His Daughter's Dilemma
- Cynthia in the Wilderness
- The Vicar of Wakefield, de Fred Paul (1916)
- The Two Roads
- Masks and Faces, de Fred Paul (1917)
- The Profligate, de Meyrick Milton (1917)
- The Gay Lord Quex
- If Thou Wert Blind
- Because
- 12.10
- Nobody's Child
- The Call of Youth, de Hugh Ford (1921)
- Miriam Rozella
- The Only Way
- Downhill
- The Lyons Mail
- Potiphar's Wife
- Threads, de G.B. Samuelson (1932)
- Perfect Understanding
- One Precious Year
- The Old Curiosity Shop, de Thomas Bentley (1934)
- Royal Cavalcade
- Drake of England
- Eliza Comes to Stay, de Henry Edwards (1936)
- Conquest of the Air, de Alexander Esway, Zoltan Korda, John Monk Saunders, Alexander Shaw y Donald Taylor (1936)
- The Prisoner of Zenda, de John Cromwell (1937)
- Richard of Bordeaux
- Katharine and Petruchio
- The Earl of Chicago
- Suspicion, de Alfred Hitchcock (1941)
- La señora Miniver, de William Wyler (1942)
- Forever and a Day, de Edmund Goulding, Cedric Hardwicke, Frank Lloyd, Victor Saville, Robert Stevenson, Herbert Wilcox y Renè Clair (1943)
- Hitler's Madman, de Douglas Sirk (1943)
- Lassie Come Home, de Fred McLeod Wilcox (1943)
- Confidential Agent